# Polysoma tanysphena
Polysoma tanysphena är en fjärilsart som först beskrevs av Edward Meyrick 1928.  Polysoma tanysphena ingår i släktet Polysoma och familjen styltmalar.
Artens utbredningsområde är Zimbabwe. Inga underarter finns listade i Catalogue of Life.